# Stichopogon salinus
Stichopogon salinus är en tvåvingeart som först beskrevs av Axel Leonard Melander 1924.  Stichopogon salinus ingår i släktet Stichopogon och familjen rovflugor. Inga underarter finns listade i Catalogue of Life.